# Victor Hasselblad (företag)
Victor Hasselblad AB, idag enbart kallat Hasselblad, är ett svenskt företag med säte i Göteborg som blivit världsberömt genom tillverkning av kameran Hasselblad, och som idag uteslutande fokuserar på digital fotografi. Sedan januari 2017 äger det kinesiska företaget DJI Innovations en majoritetsandel i Hasselblad.

## Historik

### Grosshandlarfirma

Hasselbladhuset vid Östra Hamngatan 1, som stod klart 1877 vid dåvarande Sankt Eriks torg. Foto från 1902.

Företaget grundades 1841 av Fritz Hasselblad (1816–1893) under namnet "Fritz W. Hasselblad & Co" (förkortat F.W.H & Co). F W Hasselblad & Co var från början en grossistfirma som bland annat handlade med tyger, sybehörsartiklar, hushållsartiklar, leksaker och vykort. 1871 övertog sonen Arvid Viktor Hasselblad rörelsen och 1885 började företaget importera fotografiska produkter, som kameror och film. Hasselbladhuset vid Lilla Bommen stod klart 1877. På de översta våningarna fanns bostadslägenheter och i de nedre våningarna kontor och varuhus.
År 1887 startade Arvid Viktor Hasselblad en avdelning för fotografi. Orsaken ska ha varit hans egna stora intresse för fotografering. Avdelningen började med att producera och sälja vykort, vilket var en stor modefluga vid den här tiden. Året därpå blev bolaget generalagentur för produkter från Eastman Kodak Co sedan Arvid Viktor träffat George Eastman i England. Bolaget sålde även kameror, bland annat modellerna Hasselblad Svenska Express och Hasselblad SVEA-kamera som tillverkades av Hugo Svensson och Co i Göteborg. Kring år 1900 fångade företaget upp fotografen Nils Bouveng, utbildad på Konstakademien i Stockholm och som sedan blivit fotograf i USA. Bouveng fick resa runt för handelsbolagets räkning och fotografera framträdande byggnader och vyer, bilder som sedan trycktes som vykort i Tyskland och årligen såldes i flera miljoner.
Amatörfotograferandet blev allt mer populärt i Sverige men grosshandlarfirman F.W. Hasselblad hade svårt att nå ut till de enskilda amatörerna. Man beslutade därför att starta butiker enbart ämnade för detta, något som var mycket ovanligt i Sverige vid den här tiden och i Göteborg fanns det ingen sådan butik sedan tidigare. Arvid Hasselblad engagerade sina båda svågrar Georg och Hugo Hasselblad, som tidigare drivit en affär för så kallade galanterivaror, att starta en butik i Göteborg. Butiken G. & H. Hasselblad etablerades på Östra Hamngatan 41–43 samtidigt som en filial som drevs av Sven Scholander öppnade i Stockholm. Inledningsvis verkade butikerna som enskilda dotterbolag, medan F.W. Hasselblads fotoavdelning också fortsatte sin försäljning. Det hela utvecklade sig till negativ konkurrens varför fotoavdelningen, G. & H. Hasselblad och Scholanders Fotografiska Magasin 1908 slogs ihop till ett enda företag, nämligen Hasselblads Fotografiska Aktiebolag. Chef för företaget blev Nils Bouveng. De sålde huvudsakligen kameror och kameratillbehör tillverkade av andra fabriker och samma år som sammanslagningen blev företaget även Kodaks generalagent i Sverige. Vid den här tiden sålde F.W. Hasselblad varor för cirka 9 miljoner kronor om året.

### Spelfilmsproducent
se vidare Spelfilmer av Hasselblads Fotografiska AB
I början av 1900-talet började Hasselblads Fotografiska AB även att distribuera spelfilm i Sverige och så småningom började man även producera egna biograffilmer. År 1915 bildades en Cinematograf-avdelning inom Hasselblads Fotografiska AB, pådrivet av Nils Bouveng, och 15 maj anlände regissören Georg af Klercker till Göteborg. Den sommaren spelade man in fyra filmer, alla regisserade av af Klercker som även spelade huvudrollen i I minnenas band. Filmerna fick god kritik och blev mycket populära både i Göteborg och Stockholm varför man året därpå byggde en stor filmateljé på Otterhällan i centrala Göteborg, för att kunna producera ännu fler filmer. Filmateljén stod färdig i maj 1916 och var 9 meter bred och 19 meter lång, med en takhöjd på mellan 5 och 8 meter där både tak och två av väggarna var av glas. I denna ateljé kom man att spela in många framgångsrika spelfilmer, många skrivna av af Klercker själv, eller av hans fru Selma Wiklund af Klercker. År 1916 spelades inte mindre än 14 filmer in och året därpå 10 stycken. Skådespelare som Dagmar Ebbesen, Karl Gerhard, Ludde Gentzel, Artur Rolén och John Botvid filmdebuterade i Hasselblads filmer. Carl Barcklind, som senare blev chef för Stora teatern i Göteborg, spelade hjälterollen i nio av filmerna. Andra återkommande skådespelare var  Nils Ahrén, Olof Sandborg, Maja Cassel, Mary Johnson och Ivar Kalling. Som andreregissör verkade Manne Göthson från Folkteatern, filmare var Karl-Gustaf Florin och Sven Pettersson, medan Gustaf Bengtsson, alias Film-Bengt, skötte det elektriska och även medverkade som skådespelare i flera filmer. Hasselblad Film producerade inte bara spelfilm utan även reportage och topografiska naturfilmer, som Genom Sveriges Bygder. Man producerade även en film om inspelningen i Börshuset vid Gustaf Adolfs torg, av den egna filmen Mysteriet natten till den 25:e. Reportaget visades sedan som reklam för Mysterie-filmen, som i sin tur blev totalförbjuden av censuren varför den hade premiär först 1975.
1918 slogs Hasselblads Cinematografiska avdelning samman med Pathé Frères svenska filial, Victorias Filmbyrå, Biograf AB Victoria, Svea films och Biograf AB Sverige. Det nya bolaget beslutade att förlägga all sin verksamhet till Stockholm.
Den 15 maj 1941 firade företaget sitt 100-årsjubileum och 117 trotjänare i företaget erhöll samtidigt Patriotiska sällskapets medaljer.

### Kameratillverkning
Huvudartikel: Hasselblad (kamera)

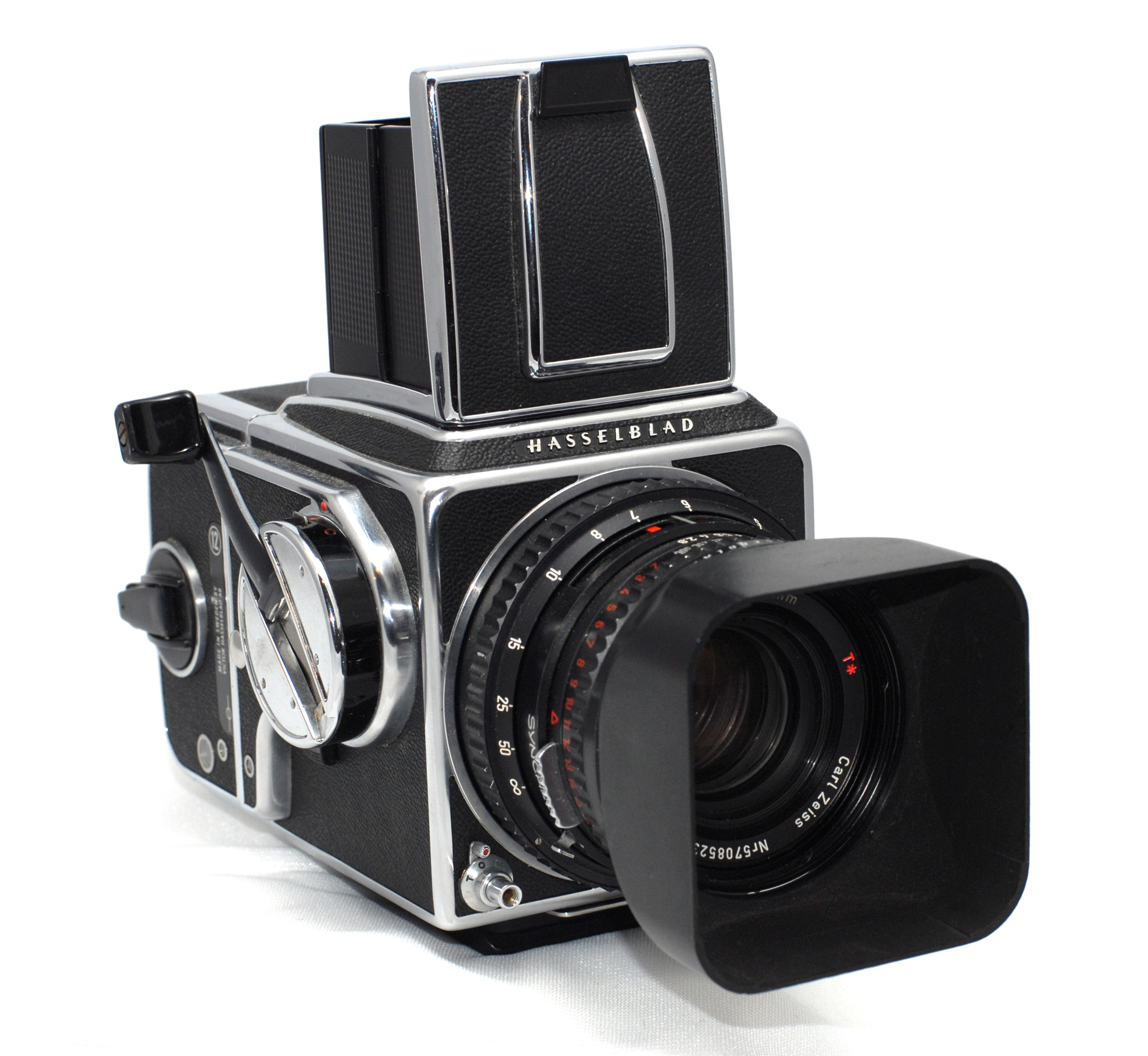
Hasselblad 500 CM

År 1937 lämnade Victor Hasselblad familjeföretaget och grundade det egna företaget Victor Foto vid Kungsportsplatsen 1 i Göteborg. Strax därefter startade han också fotolabb och även en verkstad för kamerareparationer. Under andra världskriget började man där konstruera kameror och kameratillbehör för svenska Försvarsmakten. Det första var kameran Dokumat för fotografering av dokument, som lanserades 1939. Under åren 1941–1945 producerade man sedan flygspaningskamerorna SKA4, SKA5 och HK7. Kring nyåret 1940–1941 flyttade verksamheten till stora lokaler i ett funkishus på Odinsgatan 28 och några månader senare registrerades företagsnamnet Ross Aktiebolag. Företaget uppmärksammades i samband med Ulvenkatastrofen 1943, då Victor föreslog flygvapnet att göra seriebildtagningar över olycksområdet. Ross AB producerade även prototypen MK80, en markspaningskamera för armén som kunde förses med periskop för fotografering i skyttegravar, och som testades under Finlands krig mot Sovjetunionen sommaren 1943. Totalt tillverkade Ross Aktiebolag 342 kameror åt den svenska militären 1941–1945. Utöver detta tillverkade man även mörkrumstankar och framkallningsutrustning med motordrift, kopieringsmaskiner och förvaringslådor åt försvaret.
Mot slutet av kriget hade Ross AB 45 anställda, däribland många finmekaniker och konstruktörer, men samtidigt avtog produktionen av kameror och annat fotoutrustning till försvaret. Istället inledde företaget tillverkning av kugghjul som SAAB behövde men inte kunde importera. Samtidigt påbörjades en produktion av urverk. Tre typer gjordes, och fram till 1950 producerade Ross AB och senare Hasselblad kontorsurverk, lodurverk och pendelurverk, av märket Exacta.
Efter faderns död tog Victor Hasselblad 1942 över familjeföretaget F W Hasselblad & Co och fick därmed Kodakagenturen och tillgång till kontakter i USA.
Parallellt med klocktillverkningen hade arbetet med en civil kamera påbörjats och den 6 oktober 1948 lanserade Hasselblad modellen 1600 F på New York Athletic Club i New York. Det blev världens första enögda spegelreflexkamera i mellanformat (6 x 6 cm) med utbytbara objektiv och magasin. Att kameran kom att heta Hasselblad var en idé som Kodak i Rochester kom på, då Victor Hasselblad berättade om sina svårigheter med att få ett namn inregistrerat. Den följdes av flera andra modeller. Den kameratyp som idag kallas Hasselblad konstruerades av Victor Hasselblad och formgavs av bland andra Sixten Sason. I och med detta omorganiserades företaget Ross aktiebolag till Victor Hasselblad AB den 5 november 1948. Företaget blev sedan under 1950-talet världsledande inom högklassiga mellanformatskameror, en position som behölls tills den digitala tekniken slog igenom. Än idag bygger de moderna digitala Hasselbladkamerorna på Victor Hasselblads grundidé.
År 1956 avvecklades grossistfirman F W Hasselblad & Co och 1966 tvingades Victor Hasselblad AB att sälja verksamheten Hasselblads Fotografiska AB till Kodak varmed Kodak fick sitt svenska huvudkontor i Göteborg.

### Hasselblad i rymden

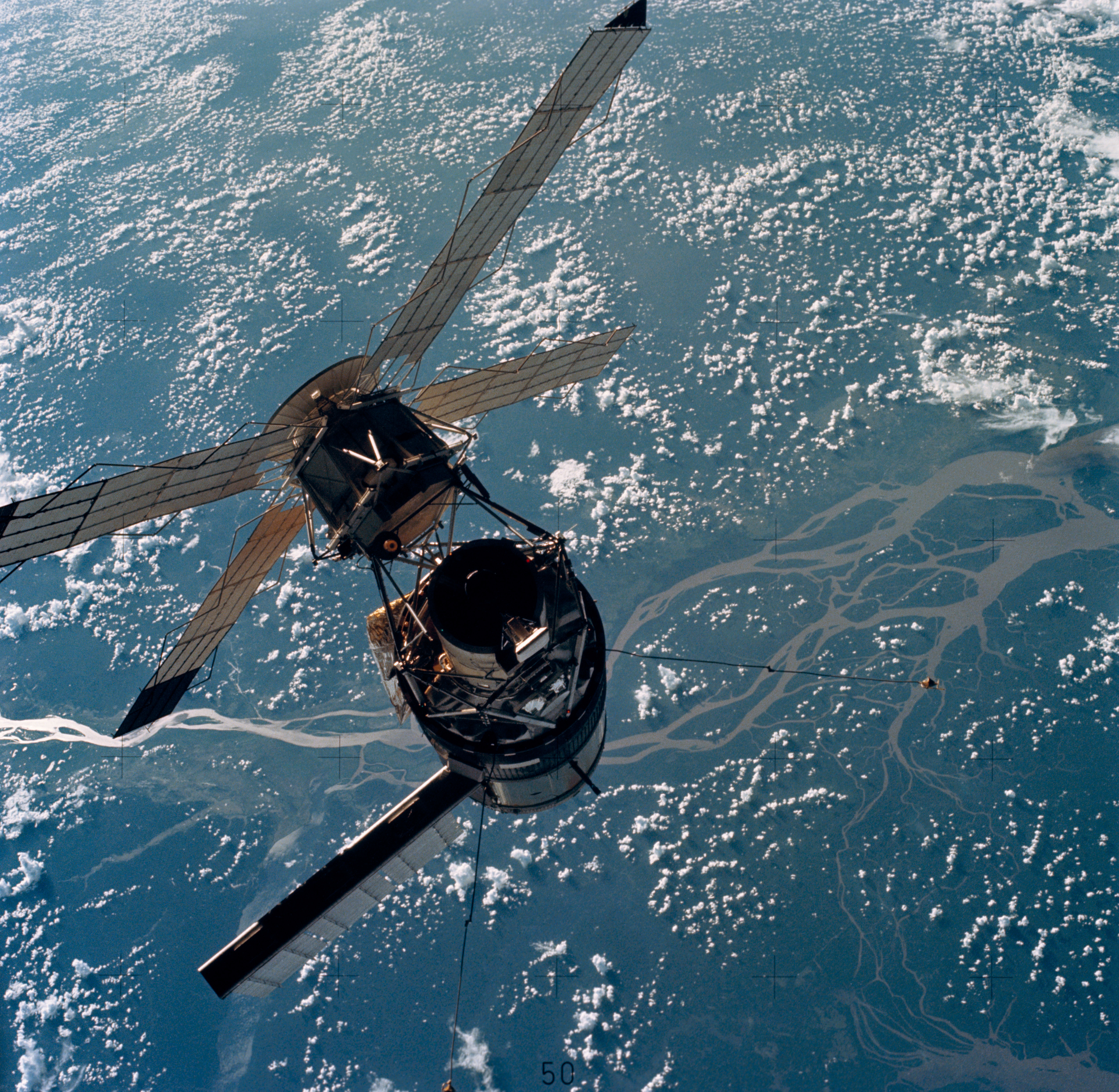
Fotografi taget med en Hasselbladskamera ute i rymden

1957 lanserades Hasselblad 500C. 1962 utsåg den amerikanska rymdstyrelsen NASA Hasselbladkameran till sin officiella ”rymdkamera”. 1962 användes Hasselbladkameror för första gången i rymden. På Hasselblad i Göteborg skapades en specialavdelning som tog fram speciella rymdkameror. En av de specialanpassade versionerna av Hasselbladkameran tappades 1966 oavsiktligt av astronauten Michael Collins under en rymdpromenad. Hasselblad användes i stor omfattning av NASA och var bland annat den första kameran på månen.

### Ägarskiften
År 1976 köptes Victor Hasselblad AB av investmentbolaget Säfveåns AB och noterades 1984 på Stockholms fondbörs med Säfveån som majoritetsägare. 1985 övertog Incentive (nuvarande Gambro) företaget och bildade dotterbolaget Hasselblad Electronic Imaging AB, för att utveckla digitala bildsystem.
UBS Capital B.V. från Nederländerna och riskkapitalbolaget CINV:en från Storbritannien tog 1996 över aktiemajoriteten i företaget. 2003 blev Hongkong-baserade Shriro Group ny majoritetsägare.
Efter flera ägarbyten och en djupgående kris fusionerades Victor Hasselblad AB i augusti 2004 med det danska företaget Imacon A/S. Imacon utvecklar och tillverkar produkter för digital fotografi, till exempel digitala bakstycken och scannrar. Fusionen innebär att Hasselblad fokuserar uteslutande på digital fotografi. I juni 2011 köptes Hasselblad helt och hållet upp av det tysk-schweiziska rikskapitalbolaget Ventizz.
Sedan januari 2017 ägs en majoritet av Hasselblad av den kinesiska UAV-producenten DJI Innovations.

## Lokaler

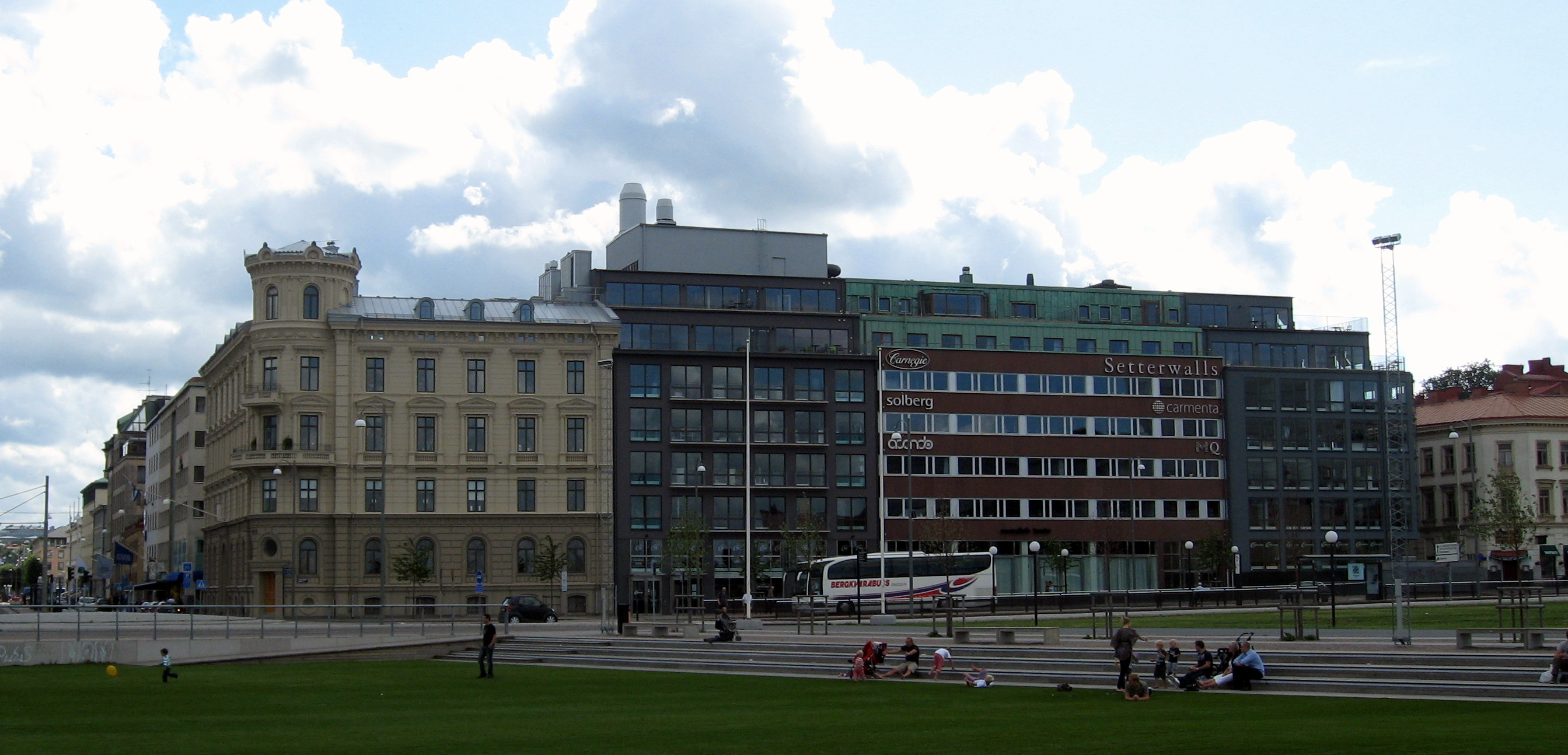
Kvarteret vid Lilla Bommen där Victor Hasselblad AB låg fram till tidigt 2000-tal. När fotografiet togs 2009 hade företaget flyttat till Lundby Strand.

Företaget har sedan starten funnits i Göteborg och låg ursprungligen på Kyrkogatan men flyttade 1874 till Lilla Bommen och Hasselbladhuset vid Östra Hamngatan 1, som stod klart 1877 vid dåvarande Sankt Eriks torg. På de översta våningarna fanns bostadslägenheter för familjen och i de nedre våningarna kontor och varuhus. Året innan hade butiken G. & H. Hasselblad etablerats på Östra Hamngatan 41–43 på Kungsportsplatsen samtidigt som en filial som drevs av Sven Scholander öppnade i Stockholm. När sedan företagen slogs samman till Hasselblads fotografiska AB så inhystes detta företag i lokalerna på Kungsportsplatsen. År 1938 köptes en stor fastighet vid Nybrokajen 5 i Stockholm som gjordes om till Hasselblads högborg i Stockholm.
Den 1 april 1937 öppnade Victor Hasselblad Victor Foto på Kungsportsplatsen 1 och strax därefter startade han ett fotolabb i två våningar på Övre Husargatan 3. Ett tag därefter startade Victor även en verkstad för kamerareparationer på Andréegatan nära Järntorget, där kameratillverkningen för försvaret inleddes. Kring nyåret 1940–1941 flyttade verksamheten till stora lokaler i ett funkishus på Odinsgatan 28 och några månader senare registrerades företagsnamnet Ross AB. Det var i dessa lokaler som den första civila Hasselbladskameran konstruerades.
År 1952 flyttade kameratillverkningen från Odinsgatan till familjeföretagets gamla lokaler i Hasselbladhuset. och fram till 1971 kom företaget att omfatta hela kvarteret. År 2003 flyttade företaget till ett nybygge på Lundby Strand som emellertid snart övergavs och såldes. Sommaren 2007 flyttade Sveriges Television, Sveriges Radio och UR in i lokalerna. Hasselblad har idag sitt huvudkontor i stadsdelen Lindholmen på Hisingen.

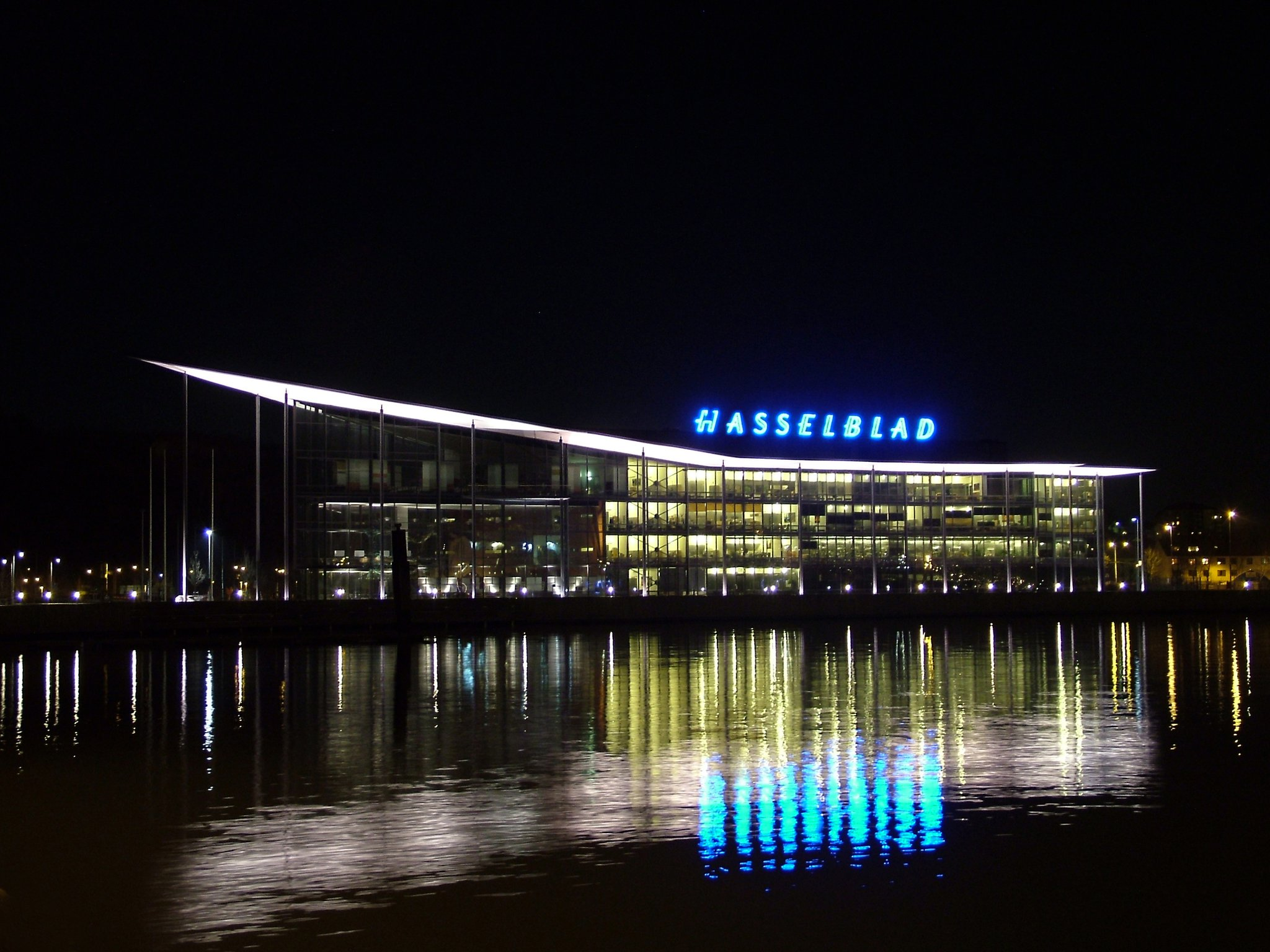
Hasselblads kontor 2004 (nu SVT).